# Aleh Ryschankou
Aleh Uladsimirawitsch Ryschankou (belarussisch Алег Уладзіміравіч Рыжанкоў Aleh Uladzimiravič Ryžankoŭ; russisch Олег Владимирович Рыженков Oleg Vladimirovič Ryženkov; * 15. Dezember 1967 in Karelien) ist ein ehemaliger belarussischer Biathlet.
Ryschankou startete für den Biathlon-Club Dinamo Minsk, wo er von Anatoli Perepetschkin trainiert wurde. Biathlon betrieb er seit 1985, dem belarussischen Nationalteam gehörte er seit 1993 an. Sein Debüt im Biathlon-Weltcup feierte er 1992 bei einem Einzel in Pokljuka (20.). Schon in seinem zweiten Rennen an selber Stelle, einem Sprint, konnte er erstmals auf das Podest laufen (3.). Den ersten Sieg feierte der in Mahiljou lebende Sportsoldat 1995 bei einem Sprint in Ruhpolding. Zwei weitere Siege folgten. In der Saison 1994/95 wurde er Fünfter im Gesamtweltcup, 2002/03 Achter. Ryschankou war einer der ältesten im Weltcup startenden Athleten.
1994 in Lillehammer, 1998 in Nagano, 2002 in Salt Lake City und 2006 in Turin nahm Ryschankou an Olympischen Spielen teil. Dabei verpasste er mit der Staffel 1994 und 1998 eine Medaille als Viertplatzierter nur knapp. Bei Weltmeisterschaften startete er zwischen 1995 und 2006 immer. 1995 in Antholz gewann er Bronze im Einzel und im Sprint, 1996 in Ruhpolding Bronze mit der Staffel, 1997 Silber im Einzel und Bronze im Sprint, 1999 Gold mit der Staffel in Kontiolahti, 2001 Silber mit der Staffel in Pokljuka und 2003 Bronze in Chanty-Mansijsk wieder mit der Staffel. Hinzu kommen weitere vier vierte Staffelplätze.

## Biathlon-Weltcup-Platzierungen
Die Tabelle zeigt alle Platzierungen (je nach Austragungsjahr einschließlich Olympische Spiele und Weltmeisterschaften).
- 1.–3. Platz: Anzahl der Podiumsplatzierungen
- Top 10: Anzahl der Platzierungen unter den ersten zehn (einschließlich Podium)
- Punkteränge: Anzahl der Platzierungen innerhalb der Punkteränge (einschließlich Podium und Top 10)
- Starts: Anzahl gelaufener Rennen in der jeweiligen Disziplin
- Staffel: inklusive Mixed-Staffel

| Platzierung | Einzel | Sprint | Verfolgung | Massenstart | Team | Staffel | Gesamt |
| ----------- | ------ | ------ | ---------- | ----------- | ---- | ------- | ------ |
| 1. Platz    | 1      | 2      |            |             | 1    | 5       | 9      |
| 2. Platz    | 1      | 2      |            | 1           |      | 6       | 10     |
| 3. Platz    | 2      | 4      |            |             |      | 9       | 15     |
| Top 10      | 13     | 22     | 9          | 5           | 1    | 47      | 97     |
| Punkteränge | 29     | 72     | 46         | 24          | 1    | 53      | 225    |
| Starts      | 58     | 112    | 64         | 24          | 1    | 53      | 312    |